# Indibil i Mandoni (Angel Guimerà)
Indíbil i Mandoni és una tragèdia en tres actes i en vers, d'Àngel Guimerà, estrenada al teatre Novetats de Barcelona, el 13 de desembre de 1917, sota la direcció d'Enric Borràs, ambientada a la Catalunya de l'any 205 aC.
Inicialment, l'any 1875, Guimerà va escriure un poema llarg anomenat Indíbil i Mandoni que obtingué un accèssit als jocs florals. Inclús el compositor Enric Morera, inspirat en aquest poema, en va fer una obra orquestral, concretament del Cant III - Marxa al suplici (Poema simfònic Indíbil i Mandoni). Finalment, l'any 1917, Àngel Guimerà ja va escriure la versió teatral.

## Repartiment de l'estrena
- Baalia: Assumpció Casals
- Broyda: Maria Vila
- Grèvola: Maria Fortuny
- Gerda: Esperança Ortiz
- Mirga: Francisca Lliteras
- Coritza: Francisca Domènech
- Indíbil: Enric Borràs
- Mandoni: Alexandre Nolla
- Ròmul: Pius Daví
- Jòria: Ramon Tort
- Asgort: Vicenç Daroqui
- Ornech: August Barbosa
- Manlius: Ramon Bañeras
- Saut: Enric Lluelles
- Arban: Josep Claramunt
- Surba: Blay Casellas
- Màxim: Lluis Carbonell
- Servili: Ramon Quadreny
- Ponci: Enric Lluelles
- Centurió: Ramon Bañeras
- Capdill ilergaró: Josep Vila
- Capdills i soldats d'Indíbil i Mandoni; soldats romans, poble romà; poble ausetà i d'altres pobles de Catalunya.